# Classical Association
La Classical Association est une société savante britannique fondée en 1903 et consacrée au développement et à la promotion de l'étude de l'Antiquité gréco-romaine, ainsi qu'à la diffusion des connaissances dans ce domaine auprès du grand public. Son siège se trouve à Londres, et elle possède des cellules locales dans plusieurs régions du Royaume-Uni.

## Publications
La Classical Association publie trois revues savantes en anglais : la Classical Review, le Classical Quarterly et Greece & Rome, dont l'édition est assurée à Cambridge par la Cambridge University Press. En plus de leur diffusion sur support papier, ces revues sont consultables en ligne au format pdf moyennant paiement, sur le site de l'éditeur ou via des portails de revues payants.
L'association publie aussi un annuaire des antiquisants britanniques, Classicists in British Universities, consultable librement sur le site de l'association et diffusé également sur support papier ; la treizième édition de cet annuaire est parue à l'été 2010.